# 七部作
七部作（しちぶさく）は、それぞれ七つに分かれていながら、同じ一つの主題を持つ作品群のこと。ヘプタロジー（heptalogy）。

## 実例

### 小説
- マルセル・プルースト 失われた時を求めて
  - 「スワン家のほうへ」
  - 「花咲く乙女たちのかげに」
  - 「ゲルマントのほう」
  - 「ソドムとゴモラ」
  - 「囚われの女」
  - 「消え去ったアルベルチーヌ」
  - 「見出された時」
- C・S・ルイス ナルニア国物語
  - 「ライオンと魔女」
  - 「カスピアン王子のつのぶえ」
  - 「朝びらき丸 東の海へ」
  - 「銀のいす」
  - 「馬と少年」
  - 「魔術師のおい」
  - 「さいごの戦い」
- ゴア・ヴィダル 帝国の物語
  - 「Washington, D.C.」
  - 「Burr」
  - 「1876」
  - 「Lincoln」
  - 「Empire」
  - 「Hollywood」
  - 「The Golden Age」
- J・K・ローリング ハリー・ポッターシリーズ
  - 「ハリー・ポッターと賢者の石」
  - 「ハリー・ポッターと秘密の部屋」
  - 「ハリー・ポッターとアズカバンの囚人」
  - 「ハリー・ポッターと炎のゴブレット」
  - 「ハリー・ポッターと不死鳥の騎士団」
  - 「ハリー・ポッターと謎のプリンス」
  - 「ハリー・ポッターと死の秘宝」
- ジョージ・R・R・マーティン 氷と炎の歌
  - 「七王国の玉座」
  - 「王狼たちの戦旗」
  - 「剣嵐の大地」
  - 「乱鴉の饗宴」
  - 「竜との舞踏」
  - 「冬の狂風」（予定）
  - 「春の夢」（予定）

### 漫画
- フランク・ミラー シン・シティ
  - 「The Hard Goodbye」
  - 「A Dame to Kill For」
  - 「The Big Fat Kill」
  - 「That Yellow Basterd」
  - 「Family Values」
  - 「Booze, Broads, & Bullets」
  - 「Hell and Back」

### 映画
- ポリスアカデミーシリーズ
  - 「ポリスアカデミー」
  - 「ポリスアカデミー2 全員出動!」
  - 「ポリスアカデミー3 全員再訓練!」
  - 「ポリスアカデミー4 市民パトロール」
  - 「ポリスアカデミー5 マイアミ特別勤務」
  - 「ポリスアカデミー6 バトルロイヤル」
  - 「ポリスアカデミー7 モスクワ大作戦!」
- 平成ゴジラシリーズ
  - ゴジラ (1984年の映画)
  - ゴジラvsビオランテ
  - ゴジラvsキングギドラ
  - ゴジラvsモスラ
  - ゴジラvsメカゴジラ
  - ゴジラvsスペースゴジラ
  - ゴジラvsデストロイア

### 音楽
- 浅倉大介「Quantum Mechanics Rainbow」
  - Violet Meme-紫の情報伝達値-
  - Indigo Algorithm-藍の電思基数法-
  - Blue Resolution-青の思覚解析度-
  - Green Method-緑の中庸秩序系-
  - Yellow Vector-黄の多次限指向性-
  - Orange Compile-橙の能動編積式-
  - Red Trigger-赤の誘発思動期-